# Xanthopan
Xanthopan är ett släkte av fjärilar. Xanthopan ingår i familjen svärmare.
Kladogram enligt Catalogue of Life:
| Xanthopan | \| \| Xanthopan morganii \| \| \| \| \| \| Xanthopan praedicta \| \| \| \| |
|           | \| \| Xanthopan morganii \| \| \| \| \| \| Xanthopan praedicta \| \| \| \| |
|           | Xanthopan morganii                                                         |
|           |                                                                            |
|           | Xanthopan praedicta                                                        |
|           |                                                                            |

## Bildgalleri

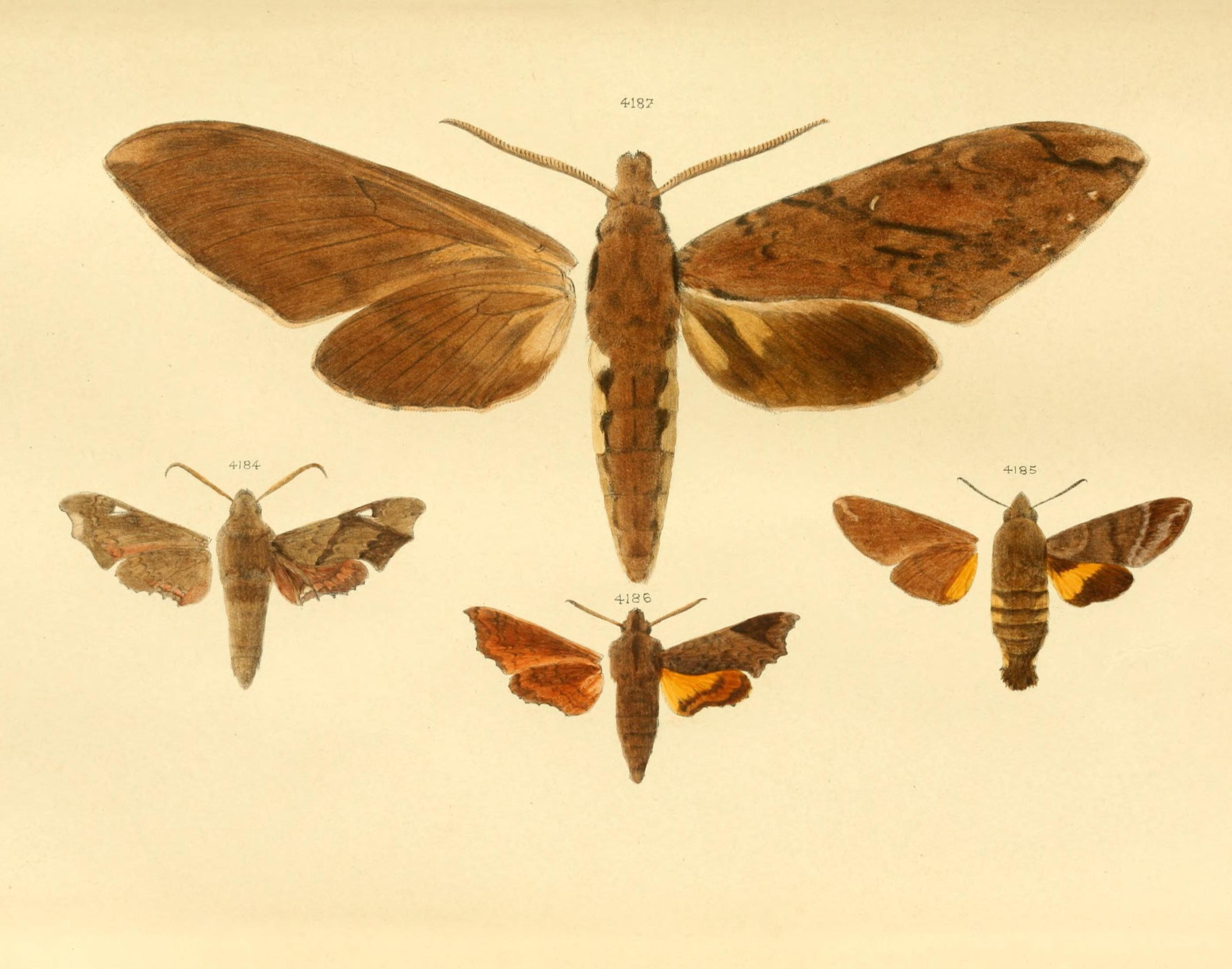
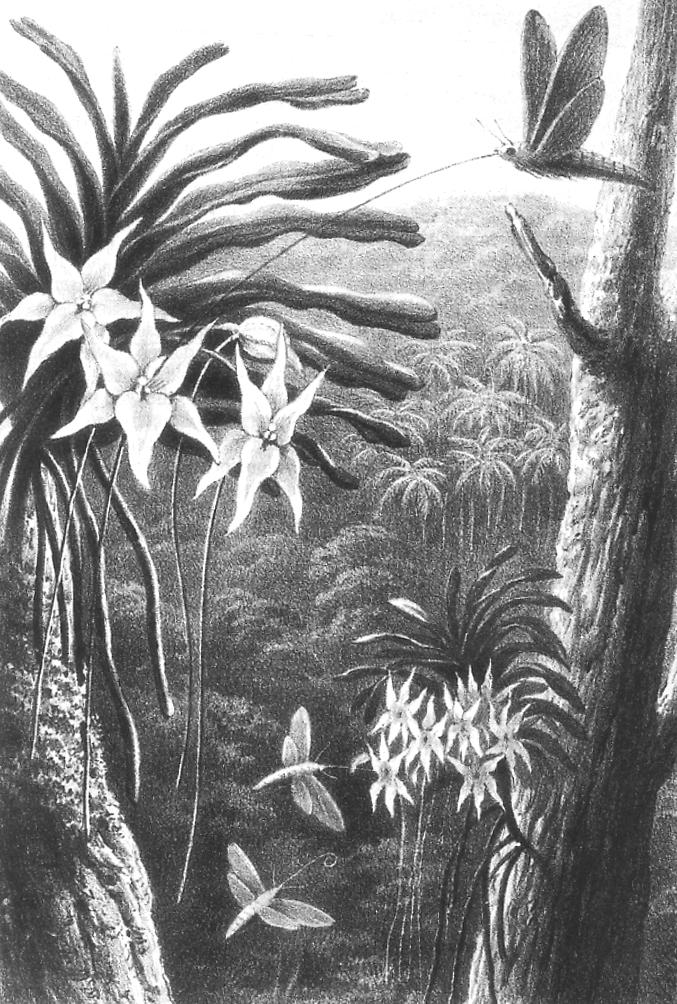
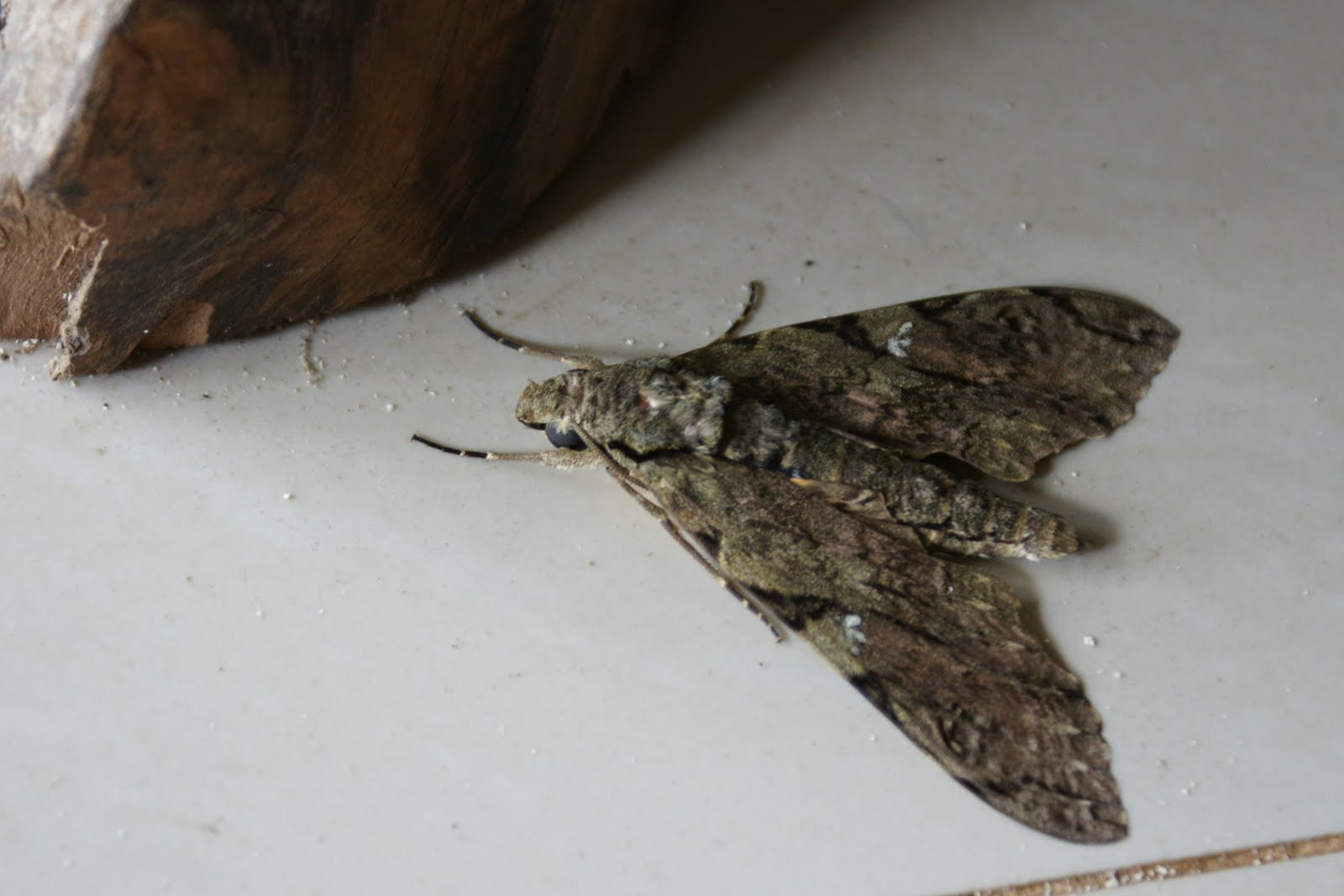
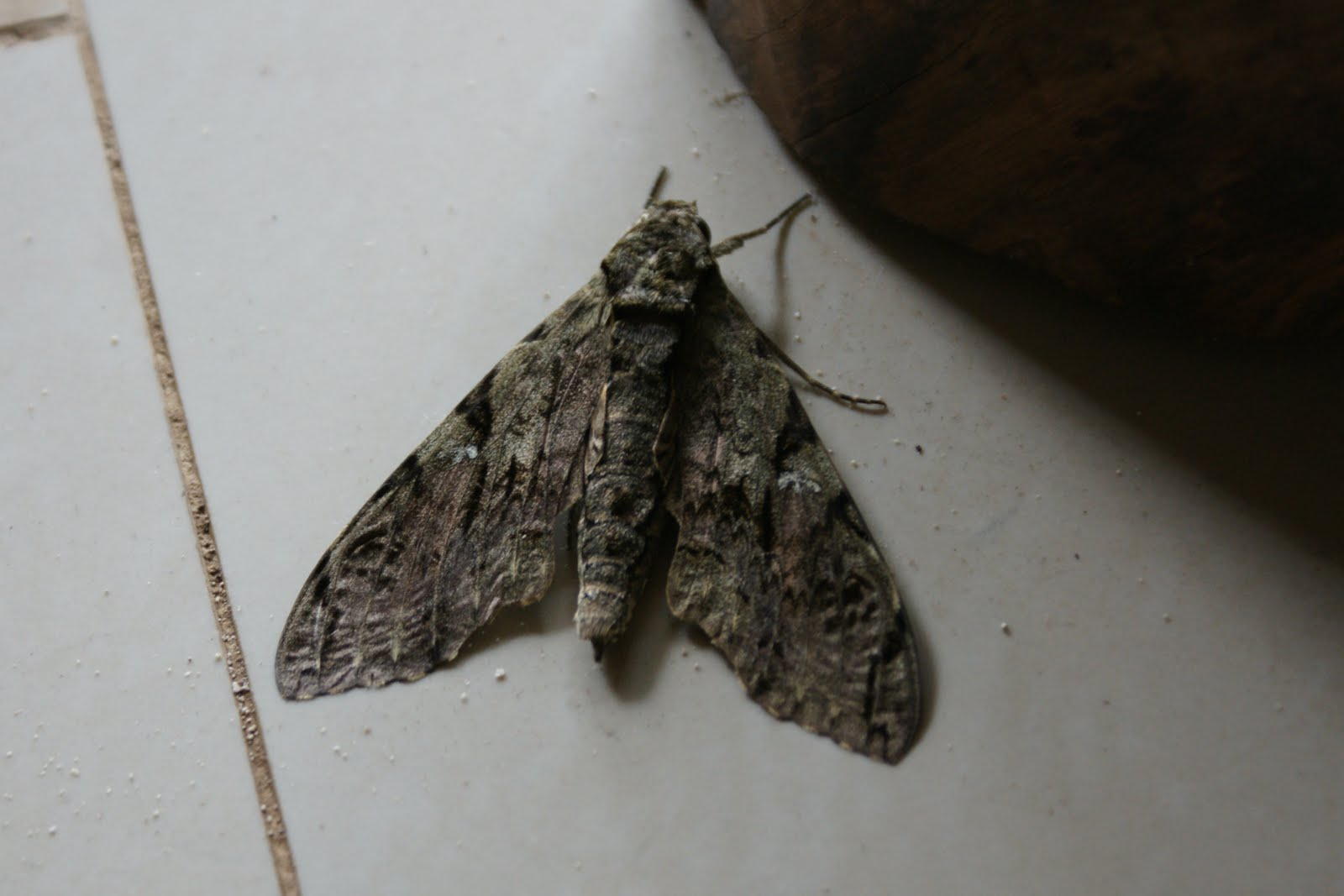